# Яласъярви
Я́ласъя́рви (фин. Jalasjärvi) — община в провинции Южная Остроботния, Финляндия. Общая площадь территории — 830,39 км², из которых 11,69 км² — вода.

## Демография
На 31 января 2011 года в общине Яласъярви проживало 8222 человека: 4123 мужчины и 4099 женщин.
Финский язык является родным для 99,07% жителей, шведский — для 0,18%. Прочие языки являются родными для 0,74% жителей общины.
Возрастной состав населения:
- до 14 лет — 15,31%
- от 15 до 64 лет — 62,03%
- от 65 лет — 22,56%

Изменение численности населения по годам:
| Год  | Численность |
| ---- | ----------- |
| 1980 | 10259       |
| 1990 | 9846        |
| 2000 | 8924        |
| 2010 | 8214        |
| 2011 | 8222        |